# Blieskastel
Blieskastel település Németországban, azon belül Saar-vidék tartományban. Lakosainak száma 20 202 fő (2023. december 31.). Blieskastel Mandelbachtal és St. Ingbert községekkel határos.

## Népesség
A település népességének változása:
| Lakosok száma | 22 563 | 21 033 | 20 886 | 20 770 | 20 656 | 20 153 | 20 240 | 20 202 |
|               | 1975   | 2015   | 2016   | 2017   | 2019   | 2021   | 2022   | 2023   |